# 刘大先
刘大先（1978年10月30日—），安徽六安人，中国文学评论家，中国社会科学院研究员。

## 生平
2000年本科毕业于安徽师范大学，2003年于安徽师范大学获硕士学位，同年进入中国社会科学院民族文学研究所工作。2008年于北京师范大学获博士学位。现任中国社会科学院民族文学研究所研究员，《民族文学研究》编辑部主任、副主编。
2021年12月，当选中国作家协会第十届全国委员会委员。

## 社会兼职
中国作家协会文学理论批评委员会副主任，中国少数民族文学学会副秘书长，中国当代文学学会理事。

## 著作
- 《中华多民族文学史观及相关问题研究》（合著）（2012年7月，中国社会科学出版社）
- 《时光的木乃伊：影像笔记》（2012年12月，安徽教育出版社）
- 《现代中国与少数民族文学》（2013年5月，中国社会科学出版社）
- 《本土的张力——比较视野下的民族文学研究》（主编）（2013年11月，中国社会科学出版社）
- 《陈查理传奇: 一个华人侦探在美国》（译著）（2013年12月，香港中文大学出版社）
- 《无情世界的感情——电影记忆》（2013年12月，安徽教育出版社）
- 《文学的共和》（2014年6月，北京大学出版社）
- 《未眠书：阅读记》（2014年12月，安徽教育出版社）
- 《多民族文学史观与中国文学研究范式转型》（合著）（2016年11月，中国社会科学出版社）
- 《千灯互照: 新世纪少数民族文学创作生态与批评话语》（2017年12月，暨南大学出版社）

## 奖项与荣誉
- 2012年，获《民族文学》年度奖[4]
- 2014年，获全国青年作家批评家主题峰会“2013年度青年批评家”[5]
- 2015年，获第四届唐弢青年文学研究奖[6]
- 2017年，获中国少数民族作家学会文学奖“新锐奖”[7]
- 2018年，获第八届胡绳青年学术奖提名奖[8]
- 2018年，获第七届鲁迅文学奖·理论评论奖
- 2018年，入选第四批国家万人计划青年拔尖人才
- 2022年，获第五届“全国中青年德艺双馨文艺工作者”称号[9]